# Kålkasjåkka
Kålkasjåkka (Samisch: Goalkašjohka) is een rivier die stroomt in de Zweedse  gemeente Kiruna. De rivier verzorgt de afwatering van het water afkomstig van de Kålkasberg (Goalkaščohkka), waar ze omheen moet. Ze doet er circa 15 kilometer over om naar de Rautasrivier te stromen.
Afwatering: Kålkasjåkka → Rautasrivier → Torne → Botnische Golf